# Gyurme Dorje (Tibetologe)
Gyurme Dorje (Keith Douglas McLennan, geb. 1950; gest. 5. Februar 2020) war ein Tibetologe und Schriftsteller in Schottland.

## Leben

### Jugend
Dorje studiert in Edinburgh Klassiker am George Watson’s College und entwickelte früh Interesse an Buddhistischer Philosophie. Er erwarb einen Ph.D. in Tibetische Literatur an der School of Oriental and African Studies (SOAS) und einen Master in Sanskrit mit Oriental Studies (Edinburgh).

## Karriere
In den 1970ern lebte er ein Jahrzehnt lang in tibetanischen Gemeinschaften in Indien und in Nepal, wo er von Kangyur Rinpoche, Dudjom Rinpoche, Chatral Rinpoche, und Dilgo Khyentse Rinpoche umfangreichen Unterricht erhielt. 1971 ermutigte ihn Dudjom Rinpoche eine Übersetzung seiner kürzlich fertig gestellten History of the Nyingma School (tibetisch རྙིང་མའི་སྟན་པའི་ཆོས་འབྱུང་) zu beginnen und 1980 dann seine Fundamentals of the Nyingma School (བསྟན་པའི་རྣམ་གཞག). Daraus entwickelte sich ein Unternehmen, welches zwanzig Jahre dauern sollte und erst 1991 einen ersten Abschluss hatte.
In den 1980ern kehrte Gyurme nach Großbritannien zurück und stellte 1987 seine dreibändige Dissertation zum Guhyagarbhatantra und zu Longchenpas Kommentar zu diesem Text fertig, womit er an der School of Oriental and African Studies (SOAS) an der University of London promovierte. Von 1991 bis 1996 lehrte Gyurme im Rahmen verschiedener Fellowships an der London University, wo er mit Alak Zenkar Rinpoche zusammenarbeitete und das Great Sanskrit Tibetan Chinese Dictionary übersetzte (und korrigierte) und so das dreibändige Encyclopaedic Tibetan-English Dictionary schuf. Er verfasste, editierte, übersetzte und trug zu zahlreichen wichtigen Büchern über tibetische Religion und Kultur unter anderem The Nyingma School of Tibetan Buddhism: Its Fundamentals and History (2 vol., Wisdom, 1991), Tibetan Medical Paintings (2 vol., Serindia, 1992), The Tibet Handbook (Footprint, 1996), die erste komplette Übersetzung des Bardo Thödröl, und des A Handbook of Tibetan Culture (Shambhala, 1994).

## Familie
Gyurme Dorje war verheiratet mit Xiaohong Dorje und lebte in Crieff, Schottland. Er hat zwei Töchter, Pema und Tinley, und den Sohn Orgyen.
Gyurme starb im Februar 2020.

## Werke
- Jamgon Kongtrul: The One Hundred and Eight Teaching Manuals. Essential Teachings of the Eight Practice Lineages of Tibet, Volume 18. The Treasury of Precious Instructions, Snow Lion, an imprint of Shambhala Publications Boulder 2020, ISBN 978-1-55939-460-4
- Choying Tobden Dorje: The Complete Nyingma Tradition from Sutra to Tantra. Book 13: Philosophical Systems and Lines of Transmission. The Complete Nyingma Tradition. Snow Lion, an imprint of Shambhala Publications, Boulder 2017, ISBN 978-1-55939-460-4
- Choying Tobden Dorje: The Complete Nyingma Tradition from Sutra to Tantra. Books 15 to 17: The Essential Tantras of Mahayoga. The Complete Nyingma Tradition, Snow Lion, an imprint of Shambhala Publications, Boulder 2016, ISBN 978-1-55939-436-9
- The Guhyagarbhatantra and its XIVth Century Commentary Phyogs-bcu mun-sel. SOAS, University of London 1987. (3 vols)
- Dudjom Rinpoche’s The Nyingma School of Tibetan Buddhism: Its Fundamentals and History. Boston, Wisdom Publications. 1st ed. (2 vol.), 1991; 2nd edition (1 vol), 2002, ISBN 0-86171-199-8
- Tibetan Medical Paintings. Serindia Publications, London 1992. (2 Vols), ISBN 0-906026-26-1
- Tibet Handbook. Footprint Handbooks, Bath. 1st ed. 1996; 2nd ed. 1999; 3rd ed. 2004, ISBN 1-900949-33-4
- Bhutan Handbook. Footprint Handbooks, Bath. 1st edition, 2004.
- Tibetan Elemental Divination Paintings. Eskenazi & Fogg, London 2001.
- An Encyclopaedic Tibetan-English Dictionary. Nationalities Publishing House / SOAS, Beijing. Vol. 1 2001, Vols 2 & 9.
- A Rare Series of Tibetan Banners. In: Pearls of the Orient. Serindia 2003.
- Padmasambhava, Karma Lingpa, hg. Thupten Jinpa, His Holiness the Dalai Lama (introduction): The Tibetan Book of the Dead: First Complete English Translation. Viking, Penguin Classics, London and New York 2005, ISBN 978-0-7139-9414-8
- The Great Temple of Lhasa. Thames & Hudson 2005.
- A Buddhist response to the climate emergency. co-edited with John Stanley & David R. Loy, 2009.
- The Guhyagarbha Tantra: Dispelling the Darkness of the Ten Directions. Snowlion
- Jamgon Kongtrul: Indo-Tibetan Classical Learning and Buddhist Phenomenology. The Treasury of Knowledge (book six, parts 1 and 2), Ithaca, Snow Lion. 2013: S. 441–613, 849–874, ISBN 978-1-55939-389-8